# Tiana Lynn
Tiana Lynn (Tucson, Arizona, 1983. szeptember 1. –) amerikai                 pornószínésznő.
Időnként Flower Tucci, Angela Stone, illetve Cytherea mellett szerepel. Tiana Lynn 2003-ban lépett a szakmába. Szerződéses előadó és termelési menedzser az Elegant Angel cégnél. 2006 januárjában. AVN-díjakra jelölték 2005-ben és 2006-ban a legjobb orál szex jelenetért, a leginkább felháborító jelenetért és "összes-lány" szex jelenet kategóriában.

## Válogatott filmográfia
| - The Greatest Squirters Ever! 3 (2008) (V) - Monster Meat 2 (2007) (V) - Real Girls Next Door 2 (2007) (V) - Squirt Facials (2007) (V) - Unleashed vs. Freshly Slayed (2006) (V) - Cum Buckets! 5 (2006) (V) - Cum Snatchers 2 (2006) (V) - The Greatest Squirters Ever! (2006) (V) - My Slutty Valentine (2006) (V) - Nailed with Cum 2 (2006) (V) - Nice Fuckin' Tits (2006) (V) - No Cocks Allowed! 2 (2006) (V) - Party of One (2006) (V) | - Pigtail Cuties 5 (2006) (V) - Real Female Orgasms 5 (2006) (V) - Sex Fever (2006) (V) - Southern Girls (2006) (V) - Squirt Showers (2006) (V) - Squirts & Skirts (2006) (V) - Swallow My Squirt 3 (2006) (V) - World Famous Cumshots (2006) (V) - Suck It Dry (2005) (V) - Cum Fart Cocktails 2 (2005) (V) - House of Ass (2005) (V) - The Villa (2005) (V) - Squirtwoman (2004) (V) - Squirtwoman 2 (2004) (V) - Four X Four (2003) (V) - Panty Hoes 6 (2002) (V) |